# Brunnästing
Brunnästing (Amphiporthe leiphaemia) är en svampart som först beskrevs av Elias Fries, och fick sitt nu gällande namn av Butin 1980. Enligt Catalogue of Life ingår Brunnästing i släktet Amphiporthe,  och familjen Gnomoniaceae, men enligt Dyntaxa är tillhörigheten istället släktet Amphiporthe,  och familjen Valsaceae. Arten är reproducerande i Sverige. Inga underarter finns listade i Catalogue of Life.